# فضای انقباض‌پذیر

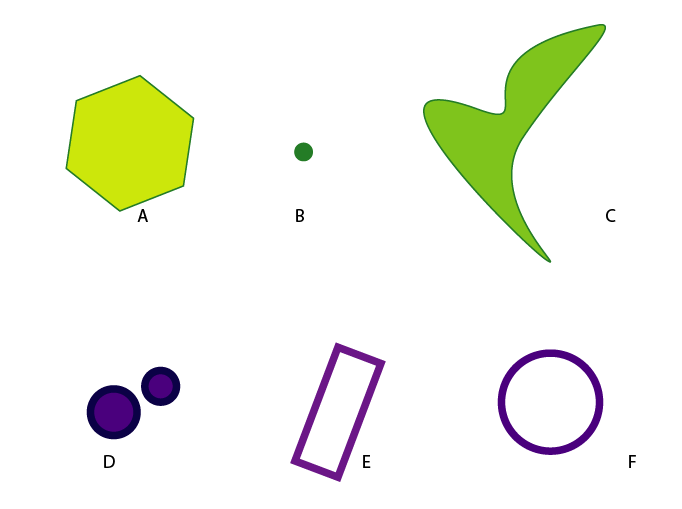
نمایش بعضی از فضاهای انقباض‌پذیر و انقباض‌ناپذیر. فضاهای A, B، و C انقباض‌پذیر هستند؛ فضاهای D, E، و F نیستند.

در ریاضیات، یک فضای توپولوژیکی وقتی انقباض‌پذیر (به انگلیسی: contractible) است که نگاشت همانی‌اش روی X پوچ-هموتوپی باشد، یعنی اگر با یک فضای ثابت، هموتوپ باشد. به صورت بدیهی، یک فضای انقباض‌پذیر فضایی است که می‌تواند به صورت پیوسته به یک نقطه در آن فضا منقبض شود.